# HD 218365
HD 218365 — оранжевая звезда, находящаяся в созвездии Андромеда на расстоянии около 588,06 св. лет от Земли. По состоянию на 2007 год, радиус звезды оценивается в 14,91 солнечного радиуса. Исходя из отрицательной радиальной скорости, звезда приближается к Солнцу. Планет у HD 218365 обнаружено не было. Звезда видима невооружённым глазом на ночном небе.